# Жукова, Ирина Анатольевна
Ирина Анатольевна Жукова (род. 28 ноября 1974, Шахты, Ростовская область) — российский государственный и политический деятель, глава города Шахты (2015—2020).

## Биография
Родилась 28 ноября 1974 года в городе Шахты Ростовской области.
Образование:
- 1996 год — Донская государственная академия сервиса по специальности «Экономика и управление на предприятии»;
- 2017 год — магистратура в Донском государственном техническом университете по направлению «юриспруденция».

Кандидат экономических наук, доцент кафедры экономики и менеджмента Института сферы обслуживания и предпринимательства в г. Шахты.

## Политическая и общественная деятельность
С 2001 по 2020 годы — депутат городской Думы г. Шахты.
С 2015 по 2020 год — глава города Шахты.
Депутат Законодательного собрания Ростовской области VI созыва (2022 год).